# If It's Only for Tonight
If It's Only for Tonight – debiutancki album studyjny O.V. Wrighta, wydany w roku 1965 przez wytwórnię Back Beat Records.

## Lista utworów
| Nr | Tytuł                                           |
| -- | ----------------------------------------------- |
| 1  | "If It's Only for Tonight"                      |
| 2  | "Why Don't You Believe Me"                      |
| 3  | "Can't Find True Love"                          |
| 4  | "Motherless child"                              |
| 5  | "You've Been Crying"                            |
| 6  | "I Could Write a Book (About Heartaches)"       |
| 7  | "You're Gonna Make Me Cry"                      |
| 8  | "Wish I Were That Boy"                          |
| 9  | "Monkey Dog"                                    |
| 10 | "Don't Want to Sit Down"                        |
| 11 | "Everybody Knows (The River Song)"              |
| 12 | "I Can't Believe (You've Got the Nerve to Cry)" |